# SlickEdit
SlickEdit，也称为Visual SlickEdit，是一款由SlickEdit公司开发的跨平台的商业的源代码编辑器软件。SlickEdit提供了包括语法高亮，代码导航以及自定义编辑器在内的诸多特性。

## 支持的编程语言和操作系统
windows 2000,xp(32&64 bit),vista(32&64 bit),7(32&64 bit).  mac os x
linux 32&64 bit   unix (hp-ux,aix,sun sparc solaris,solaris)

## Slick-C
Slick-C是SlickEdit专用的类似于C语言的宏编程语言。